# 悉尼天鹅澳式足球俱乐部
悉尼天鹅澳式足球俱乐部是一家职业澳式足球俱乐部，主场位于新南威尔士州悉尼。男队参加澳大利亚澳式足球联盟（AFL），女队参加女子澳大利亚澳式足球联盟（AFLW）。天鹅队还在维多利亚足球联盟(VFL) 中派出男子预备队参赛。悉尼天鹅学院由俱乐部最优秀的青少年发展球员组成，参加男子和女子青少年全国锦标赛第二级和天才联赛的比赛。
俱乐部的起源可以追溯到1873年3月21日。当时一场关于成立一支青年澳式足球俱乐部的会议在南墨尔本的克拉伦登酒店召开，并命名为南墨尔本澳式足球俱乐部。俱乐部于 1874 年在其主场阿尔伯特公园的湖滨椭圆形球场开始比赛。球队从 1878 年起参加维多利亚足球协会（VFA）比赛，随后于 1897 年作为创始成员加入维多利亚足球联盟 (VFL)。天鹅队徽最初被称为“血徽（Bloods）”，指的是他们球衣上的红色。此队徽在1933年开始被使用——当时有大量西澳大利亚球员大量加入球队，一名记者便使用这个绰号来称呼他们。 1982年，它成为第一家永久搬迁至另一澳大利亚州（从维多利亚州搬到新南威尔士州）的职业澳式足球俱乐部。次年，俱乐部更名为悉尼天鹅队。
该俱乐部与大西悉尼巨人队有着长期的竞争关系，他们之间的对决被称为“悉尼德比”。他们的总部和训练设施位于摩尔公园体育区，办公室和室内训练场在皇家工业礼堂，室外训练场在邻近的电车道椭圆球场和悉尼板球场，而悉尼板球场是俱乐部男子一线队自1982年以来的主场。天鹅队曾五次赢得 VFL/AFL总冠军，包括作为南墨尔本澳式足球俱乐部赢得的1909年、 1918 年和1933 年总冠军。之后，他们经历了72年的冠军荒。这是VFL/AFL历史上最长的冠军荒。 2005年，他们的冠军荒结束了，随后又在2012年再次夺冠。他们在总决赛中五次获胜，十二次失利。
根据罗伊·摩根研究中心 (Roy Morgan)的报告，天鹅队是AFL中最受支持的俱乐部之一，2021 年拥有超过 100 万球迷